# ردن
ردن (به فرانسوی: Réding) یک کمون در فرانسه است که در Canton of Sarrebourg واقع شده‌است.

## خصوصیات
ردن ۱۱٫۶۱ کیلومترمربع مساحت و ۲٬۳۳۷ نفر جمعیت دارد و ۲۶۲ متر بالاتر از سطح دریا واقع شده‌است.